# Marija Šerifović
Marija Šerifović (in serbo Марија Шерифовић?; Kragujevac, 14 novembre 1984) è una cantante serba.
Ha rappresentato la Serbia al suo debutto come paese indipendente all'Eurovision Song Contest 2007, vincendo la manifestazione con il brano Molitva.

## Biografia
Nata a Kragujevac, nell'allora Repubblica Socialista Federale di Jugoslavia, è stata una figlia d'arte in quanto il padre, Rajko Šerifović, era un batterista, mentre la madre, Verica Šerifović, è una cantante folk.
Nel 2003 incise il suo primo album, intitolato Naj, najbolja. Il singolo più di successo del disco fu Znaj da znam, scritta da Darko Dimitrov. Nel 2005 incise una cover di Despoina Vandī intitolata Agonija. Il suo secondo album è del 2006 e si chiama Bez ljubavi, che però ebbe meno successo dell'album di debutto.
Nel 2003 partecipò al Budva Festival con Gorka čokolada. L'anno successivo partecipò allo stesso Festival con Bol do ludila, vincendo il primo premio. Nel 2006 partecipò Serbian Radio Festival con la canzone U nedelju, di cui vinse il premio per la migliore voce. Nel 2007 ha partecipato al Beovizija, la selezione nazionale serba per l'Eurovision Song Contest, dove conquistò il primo posto con Molitva e divenne la prima rappresentante del suo paese al festival europeo. Dopo aver vinto la semifinale, ha trionfato nella finale dell'Eurovision Song Contest 2007 con 268 punti.

## Discografia

### Album
- 2003 – Naj, najbolja
- 2006 – Bez ljubavi
- 2008 – Nisam anđeo
- 2009 – Anđeo
- 2014 – Hrabro

### Singoli
- 2003 – Znaj da znam
- 2003 – Naj, najbolja
- 2003 – Gorka čokolada
- 2004 – Bol do ludila
- 2005 – Ponuda
- 2005 – Agonija
- 2005 – U nedelju
- 2006 – Bez ljubavi
- 2006 – 101
- 2007 – Molitva
- 2008 – Nisam anđeo
- 2009 – Šta da zaboravim
- 2010 – Jedan vidi sve
- 2014 – Ja volim svoj greh
- 2014 – Mrš
- 2015 – Pametna i luda
- 2015 – Sama i nervozna
- 2016 – Svoja i tvoja
- 2016 – Deo prošlosti
- 2017 – 11
- 2018 – Nije ljubav to